# Alkmaar '54 in het seizoen 1956/57
Het seizoen 1956/1957 was het derde jaar in het bestaan van de Alkmaarse betaaldvoetbalclub Alkmaar '54. De club kwam uit in de Eerste divisie A en eindigde daarin op de tweede plaats. Tevens deed de club mee aan het toernooi om de KNVB Beker, hierin werd in de derde ronde verloren van Leeuwarden (0–2).

## Wedstrijdstatistieken

### Eerste divisie A
|       | ADO   | DWS   | Emma  | De Graafschap | Haarlem | Helmondia '55 | HVC   | KFC   | Limburgia | Roda Sport | SVV   | De Volewijckers | VSV   | Wageningen | Xerxes |
| ----- | ----- | ----- | ----- | ------------- | ------- | ------------- | ----- | ----- | --------- | ---------- | ----- | --------------- | ----- | ---------- | ------ |
| Thuis | 0 – 3 | 2 – 2 | 2 – 0 | 5 – 2         | 3 – 2   | 1 – 0         | 4 – 2 | 2 – 2 | 5 – 1     | 5 – 2      | 2 – 4 | 4 – 3           | 1 – 2 | 1 – 1      | 5 – 1  |
| Uit   | 3 – 1 | 1 – 1 | 2 – 4 | 3 – 2         | 1 – 1   | 1 – 0         | 3 – 1 | 1 – 3 | 1 – 1     | 0 – 3      | 4 – 5 | 1 – 4           | 1 – 1 | 2 – 2      | 1 – 4  |

### KNVB beker
| 1e ronde                                                           | HRC                   | 1 – 4         | Alkmaar '54                                   |
| 19 augustus 1956 Plaats: Den Helder Sportpark De Streepjesberg     | Lou Rijkers –' (pen.) |               | –', –' Klaas Smit Hein Pitters Simon Stelling |
| 2e ronde                                                           | Haarlem               | 0 – 1 (0 – 1) | Alkmaar '54                                   |
| 14 oktober 1956 Plaats: Haarlem Jan Gijzenkade                     |                       |               | 30' Klaas Smit                                |
| 3e ronde                                                           | Leeuwarden            | 2 – 0 (1 – 0) | Alkmaar '54                                   |
| 26 december 1956 Plaats: Leeuwarden Gemeentelijk Sportpark Cambuur | André Hofman 11', 87' |               |                                               |

## Statistieken Alkmaar '54 1956/1957

### Eindstand Alkmaar '54 in de Nederlandse Eerste divisie A 1956 / 1957
| Stand | Gespeeld | Gewonnen | Gelijk | Verloren | Punten | Doelpunten voor | Doelpunten tegen |
| ----- | -------- | -------- | ------ | -------- | ------ | --------------- | ---------------- |
| 2e    | 30       | 15       | 8      | 7        | 38     | 75              | 52               |

### Topscorers
| #                    | Naam          | Goal |
| -------------------- | ------------- | ---- |
| 1.                   | Piet Kaas     | 28   |
| 2.                   | Klaas Smit    | 17   |
| 3.                   | Piet Buis     | 14   |
| 4.                   | Hein Pitters  | 5    |
| 4.                   | Henk Schouten | 5    |
| 6.                   | Bas Ooteman   | 1    |
| 6.                   | Evert Smit    | 1    |
| 6.                   | Thoom Smit    | 1    |
| 6.                   | Siem Stelling | 1    |
| Onbekende doelpunten |               |      |
| –                    | Onbekend      | 2    |
| Totaal               | Totaal        | 75   |

| #      | Naam           | Goal |
| ------ | -------------- | ---- |
| 1.     | Klaas Smit     | 3    |
| 2.     | Hein Pitters   | 1    |
| 2.     | Simon Stelling | 1    |
| Totaal | Totaal         | 5    |